# Liste des monuments classés de Schaerbeek
Ci-dessous, une vue d'ensemble du patrimoine immobilier protégé à Schaerbeek. Le patrimoine immobilier protégé fait partie du patrimoine culturel en Belgique.
|    | Le bien                                                                | Date de clas.           | Année | Architecte                         | Style                                | Adresse                                                               | Coordonnées                 | ID                       | Photo |
| -- | ---------------------------------------------------------------------- | ----------------------- | ----- | ---------------------------------- | ------------------------------------ | --------------------------------------------------------------------- | --------------------------- | ------------------------ | ----- |
| 1  | Parc Josaphat                                                          | 31 décembre 1974        | 1904  | Edmond Galoppin                    | Parc paysager à l'anglaise           | Avenue Ambassadeur Van Vollenhoven                                    | 50° 51′ 44″ N, 4° 23′ 14″ E | 2264-0001/0              |       |
| 2  | Maison Autrique                                                        | 30 mars 1976            | 1893  | Victor Horta                       | Art nouveau                          | Chaussée de Haecht 266                                                | 50° 51′ 48″ N, 4° 22′ 23″ E | 2264-0002/0              |       |
| 3  | Église royale Sainte-Marie                                             | 9 novembre 1976         | 1845  | Louis van Overstraeten G. Hansotte | Romano-byzantin                      | Place de la Reine                                                     | 50° 51′ 33″ N, 4° 22′ 08″ E | 2264-0003/0              |       |
| 4  | Enclos des fusillés                                                    | 12 janvier 1983         |       |                                    | Cimetière verdurisé                  | Rue Colonel Bourg 102                                                 | 50° 51′ 11″ N, 4° 24′ 23″ E | 2264-0004/0              |       |
| 5  | Place de la Reine et abords de l'église royale Ste-Marie               | 3 octobre 1983          |       |                                    | Abords verdurisés d'une église       | Place de la Reine                                                     | 50° 51′ 33″ N, 4° 22′ 10″ E | 2264-0005/0              |       |
| 6  | Église Saints-Jean-et-Nicolas                                          | 22 février 1984         | 1905  | J.P.J. Peeters G. Hansotte         | Néoclassique                         | Rue de Brabant 75A                                                    | 50° 51′ 37″ N, 4° 21′ 48″ E | 2264-0006/0              |       |
| 7  | Maison éclectique                                                      | 8 août 1988             | 1905  | Alf. Leclouf                       | Éclectique                           | Rue Royale 328                                                        | 50° 51′ 28″ N, 4° 22′ 05″ E | 2264-0011/0              |       |
| 8  | Ensemble de maisons éclectiques                                        | 23 juillet 1992         | 1905  | Oscar Lauwers                      | Éclectique                           | Avenue Louis Bertrand 1 et 2                                          | 50° 51′ 50″ N, 4° 22′ 25″ E | 2264-0012/0              |       |
| 9  | Maison des arts (château Eenens) et son jardin                         | 9 novembre 1993         | 1826  | ?                                  | Architecture traditionnelle          | Chaussée de Haecht 147                                                | 50° 51′ 35″ N, 4° 22′ 12″ E | 2264-0013/0              |       |
| 10 | Gare de Schaerbeek                                                     | 10 novembre 1994        | 1887  | Frans Seulen                       | Éclectique                           | Place Princesse Élisabeth                                             | 50° 52′ 41″ N, 4° 22′ 47″ E | 2264-0021/0              |       |
| 11 | Maison Fournier                                                        | 16 mars 1995            | 1922  | Alfred Nyst                        | Art déco                             | Square Vergote 45                                                     | 50° 50′ 47″ N, 4° 24′ 11″ E | 2264-0017/0              |       |
| 12 | Hôtel communal de Schaerbeek                                           | 13 avril 1995           | 1884  | Jules-Jacques Van Ysendyck         | Néo-Renaissance flamande             | Place Colignon                                                        | 50° 52′ 03″ N, 4° 22′ 26″ E | 2264-0007/0              |       |
| 13 | Ensemble de trois maisons Art nouveau, dont la Maison Henri Jacobs     | 12 septembre 1996       | 1905  | Henri Jacobs                       | Art nouveau                          | Avenue Maréchal Foch 7-11                                             | 50° 52′ 07″ N, 4° 22′ 27″ E | 2264-0022/0              |       |
| 14 | Maison moderniste                                                      | 6 février 1997          | 1924  | Alfred Nyst                        | Moderne                              | Square Vergote 16                                                     | 50° 50′ 47″ N, 4° 24′ 18″ E | 2264-0045/0              |       |
| 15 | Maison personnelle et atelier de l'artiste Alfred Ruytincx             | 18 décembre 1997        | 1906  | ?                                  | Art nouveau                          | Rue Vogler 17A-17                                                     | 50° 51′ 57″ N, 4° 22′ 34″ E | 2264-0040/0              |       |
| 16 | Ancien atelier du maître-verrier Jacques Colpaert                      | 18 décembre 1997        | 1905  | Adolphe Deboodt                    | Moderne                              | Rue Monrose 33-35                                                     | 50° 51′ 27″ N, 4° 22′ 48″ E | 2264-0044/0              |       |
| 17 | Ancien atelier des artistes Constantin Meunier et Georges-Marie Baltus | 18 décembre 1997        | 1883  | ?                                  | Néoclassique, éclectique             | Rue Albert de Latour 30                                               | 50° 51′ 19″ N, 4° 22′ 51″ E | 2264-0046/0              |       |
| 18 | Ancien atelier du peintre Godefroid Guffens                            | 22 janvier 1998         | 1875  | ?                                  | Éclectique, néo-Renaissance flamande | Place Lehon 4                                                         | 50° 51′ 52″ N, 4° 22′ 16″ E | 2264-0014/0              |       |
| 19 | Groupe scolaire n° 1, gymnase et ancienne école industrielle           | 2 avril 1999            | 1907  | Henri Jacobs                       | Art nouveau                          | Rue Josaphat 215, 229 et 241 Rue de la Ruche 30                       | 50° 51′ 44″ N, 4° 22′ 31″ E | 2264-0054/0              |       |
| 20 | Maison Art déco                                                        | 7 mars 2002             | ?     | Antoine Courtens                   | Art déco                             | Rue des Palais 11 (façade avant) Rue de la Poste 121 (façade arrière) | 50° 51′ 37″ N, 4° 22′ 05″ E | 2264-0063/0              |       |
| 21 | Ancien domaine Walckiers                                               | 13 novembre 2002        | 1860  | ?                                  | Classique                            | Rue Chaumontel 5-9                                                    | 50° 52′ 43″ N, 4° 23′ 21″ E | 2264-0062/0              |       |
| 22 | Cerisier (Prunus avium)                                                | 13 février 2003         |       |                                    | Arbre remarquable                    | Avenue Milcamps 68                                                    | 50° 50′ 57″ N, 4° 23′ 37″ E | 2264-0058/0              |       |
| 23 | Platane commun (Platanus x hispanica)                                  | 13 février 2003         |       |                                    | Arbre remarquable                    | Rue d'Hoogvorst 2                                                     | 50° 51′ 47″ N, 4° 21′ 51″ E | 2264-0059/0              |       |
| 24 | Église Sainte-Suzanne et abords immédiats                              | 27 mars 2003 4 mai 2006 | 1925  | Jean Combaz                        | Moderne                              | Avenue Gustave Latinis 50                                             | 50° 51′ 57″ N, 4° 23′ 20″ E | 2264-0008/0 2264-0008/01 |       |
| 25 | Église Saint-Servais                                                   | 9 octobre 2003          | 1871  | G. Hansotte                        | Ogival                               | Chaussée de Haecht 309                                                | 50° 51′ 51″ N, 4° 22′ 24″ E | 2264-0055/0              |       |
| 26 | Maison Campioni-Balasse                                                | 25 mars 2004            | 1890  | ?                                  | Néo-Renaissance flamande             | Rue de l'Est 2 Chaussée de Haecht                                     | 50° 51′ 44″ N, 4° 22′ 22″ E | 2264-0064/0              |       |
| 27 | Platane commun (Platanus x hispanica)                                  | 22 décembre 2005        |       |                                    | Arbre remarquable                    | Rue Rubens 47                                                         | 50° 51′ 55″ N, 4° 22′ 14″ E | 2264-0066/0              |       |
| 28 | Aubette Saint-Servais                                                  | 20 avril 2006           | ?     | ?                                  | Éclectique                           | Chaussée de Haecht Avenue Louis Bertrand                              | 50° 51′ 51″ N, 4° 22′ 24″ E | 2264-0020/0              |       |
| 29 | Maison Verhaeghe                                                       | 13 juillet 2006         | 1905  | Gustave Strauven                   | Art nouveau                          | Avenue Louis Bertrand 43                                              | 50° 51′ 49″ N, 4° 22′ 33″ E | 2264-0067/0              |       |
| 30 | Cèdre bleu de l'Atlas (Cedrus atlantica "glauca")                      | 13 juillet 2006         |       |                                    | Arbre remarquable                    | Boulevard Lambermont 364                                              | 50° 51′ 52″ N, 4° 23′ 11″ E | 2264-0070/0              |       |
| 31 | Platane commun (Platanus x hispanica)                                  | 13 juillet 2006         |       |                                    | Arbre remarquable                    | Place Pogge                                                           | 50° 51′ 59″ N, 4° 22′ 32″ E | 2264-0071/0              |       |
| 32 | Frêne commun (Fraxinus excelsior)                                      | 29 mars 2007            |       |                                    | Arbre remarquable                    | Rue Colonel Bourg 58                                                  | 50° 51′ 07″ N, 4° 24′ 21″ E | 2264-0080/0              |       |
| 33 | Les Pavillons français                                                 | 19 avril 2007           | 1931  | Marcel Peeters                     | Art déco                             | Rue du Noyer 282                                                      | 50° 50′ 46″ N, 4° 23′ 41″ E | 2264-0081/0              |       |
| 34 | Ensemble d'immeubles à appartements                                    | 8 mai 2008              | 1906  | Gustave Strauven                   | Art nouveau                          | Avenue Louis Bertrand 53-61 Rue Josaphat 334                          | 50° 51′ 48″ N, 4° 22′ 35″ E | 2264-0049/0              |       |
| 35 | Monument aux Bienfaiteurs et ses abords                                | 10 juillet 2008         | 1903  | Henri Jacobs                       | Art nouveau                          | Place des Bienfaiteurs                                                | 50° 51′ 29″ N, 4° 23′ 04″ E | 2264-0072/0              |       |
| 36 | Maison Leblicq                                                         | 10 juillet 2008         | 1910  | Henri Jacobs                       | Art nouveau                          | Place des Bienfaiteurs 5                                              | 50° 51′ 28″ N, 4° 23′ 01″ E | 2264-0073/0              |       |
| 37 | Maison Charles Fortin                                                  | 10 juillet 2008         | 1909  | Henri Jacobs                       | Art nouveau                          | Place des Bienfaiteurs 6                                              | 50° 51′ 28″ N, 4° 23′ 01″ E | 2264-0074/0              |       |
| 38 | École communale n°11-13                                                | 25 septembre 2008       | 1913  | Henri Jacobs                       | Art nouveau                          | Avenue de Roodebeek 59-61, 103                                        | 50° 50′ 53″ N, 4° 23′ 55″ E | 2264-0077/0              |       |
| 39 | Maison Devalck                                                         | 4 juin 2009             | 1895  | Gaspard Devalck                    | Art nouveau                          | Rue André Van Hasselt 32-34                                           | 50° 51′ 12″ N, 4° 22′ 47″ E | 2264-0085/0              |       |
| 40 | Résidence Max Roos                                                     | 4 juin 2009             | 1947  | Josse Franssen                     | Moderne                              | Rue Max Roos 28                                                       | 50° 52′ 33″ N, 4° 22′ 38″ E | 2264-0086/0              |       |
| 41 | Mât électrique de Lalaing                                              | 4 juin 2009             | 1887  | Jacques de Lalaing                 | Sculpture                            | Croisement avenue Louis Bertrand et avenue Paul Deschanel             | 50° 51′ 46″ N, 4° 22′ 51″ E | 2264-0097/0              |       |
| 42 | Ginkgo biloba                                                          | 3 septembre 2009        |       |                                    | Arbre remarquable                    | Chaussée de Haecht 256                                                | 50° 51′ 46″ N, 4° 22′ 24″ E | 2264-0082/0              |       |
| 43 | Platane commun (Platanus x hispanica)                                  | 3 septembre 2009        |       |                                    | Arbre remarquable                    | Avenue de la Reine 141                                                | 50° 52′ 09″ N, 4° 21′ 49″ E | 2264-0084/0              |       |
| 44 | Ailante (Ailanthus altissima)                                          | 3 septembre 2009        |       |                                    | Arbre remarquable                    | Avenue des Héliotropes 1, Boulevard Lambermont                        | 50° 51′ 48″ N, 4° 23′ 13″ E | 2264-0088/0              |       |